# Philippe Burnot
Philippe Charles Burnot, né à Lantignié, au Château de Thulon, en Beaujolais, le 15 mars 1877 et mort à Beaujeu le 14 août 1956, est un graveur et dessinateur français. 
Il est le fondateur du Bois gravé lyonnais, association qui a permis, dans les années 1930, la rénovation de la gravure à Lyon.

## Biographie
Philippe Burnot vient d'une famille aisée, issue du Bourbonnais par son père et du Beaujolais par sa mère. Son père possède une fabrique de papiers, aux Ardillats, près de Beaujeu. 
Après ses études secondaires et son service militaire, il devient, en 1900, dessinateur sur soierie et dentelles, et travaille dans différents ateliers.
Il se marie en 1908 avec Marguerite Navaizard, fille d'un notaire de Beaujeu, de qui il héritera la propriété des Malfaudières, où il installera un petit atelier de gravure.
En 1919, il rencontre George Bruyer qui l'initie à la gravure sur bois. L'année suivante, il expose ses premiers bois au Salon d'automne à Paris.
La rencontre en 1922 de Charles Forot, poète, éditeur vivarois, qui devient son ami, lui ouvre les portes de l'édition : commence alors une longue carrière d'illustrateur pour les Éditions du Pigeonnier.
Une autre rencontre déterminante est celle d'Albert Pauphilet, professeur à la Faculté des Lettres de Lyon, avant de devenir professeur en Sorbonne puis directeur de l'École Normale Supérieure. Par son intermédiaire, Burnot entre en contact avec des écrivains, notamment Paul Valéry, dont il est un fervent lecteur.
En 1929, il crée avec Albert Pauphilet l'Association du Bois gravé lyonnais, qui organise chaque année, jusqu'en 1941, une exposition dans les locaux de la Bibliothèque de Lyon, mêlant graveurs français et étrangers. À cette occasion, une autre amitié se noue avec Claudius Linossier. Une exposition récente au Musée des Beaux Arts de Lyon a rendu hommage à cette entreprise.
Depuis 1920, il devient membre actif de la Société des artistes décorateurs et il expose très régulièrement à Paris dans différentes institutions (au Salon d'automne, au Salon des artistes décorateurs…). En 1945, il est nommé membre de la commission du Musée des Beaux Arts, chargée de sélectionner les œuvres entrant au Musée.
En 1950, il voit une première exposition personnelle à la galerie des Jacobins, à Lyon, avec le graveur Jacques Boullaire. Une seconde exposition personnelle aura lieu en 1955, qui comprend surtout, avec ses burins figuratifs, des œuvres abstraites.
Sur la fin de sa vie, Burnot s'est détourné de la figuration, et, influencé par Vassily Kandinsky et Paul Klee, entreprend des recherches abstraites, se consacrant à des monotypes et des papiers collés. 
Finalement, Burnot est l'illustrateur d'environ quatre-vingt-dix livres, auteur de nombreux ex-libris, et de nombreuses planches indépendantes, (bois et gravure au burin). Un esquisse de catalogue se trouve dans l'ouvrage édité par A. Audin en 1961.

## Musées
- Au Musée des Beaux Arts de Lyon, sont conservées Le Paysage au grand pin, camaïeu sur bois, une vue de Brouilly, bois en couleurs, le Mas de Jacquet, paysage provençal, deux compositions abstraites (un collage et un monotype, entrés en 1956).
- Musée des arts et des traditions populaires Marius-Audin à Beaujeu : une salle est consacrée à Philippe Burnot, qui a légué à sa ville natale des outils et de nombreuses œuvres.

## Livres illustrés
- Maurice de Guérin, Le Centaure, bois gravés de Philippe Burnot, d'après les compositions de Claudius Linossier.
- Albert Pauphilet, Arbres, 1932, avec 15 bois en couleurs de Ph. Burnot.
- Mathieu Varille, Bonheur des jardins, 1944, illustré de 11 burins de Ph. Burnot.

## Œuvres
Existent un grand nombre de bois, notamment en couleurs, des burins, tirés des monotypes et des collages, dont le recensement reste à faire.